# 沈志榮
沈志榮（？—？），字震東，浙江德清縣人。清朝官員。

## 生平
沈志榮於雍正元年（1723年）中進士。任廣西羅城縣知縣。當地多盜賊，沈志榮捐款懸賞捉拿，盜賊消弭。調荔波縣，擢東蘭州知州。東蘭州改土歸流時間不長，志榮興建學校，修築工程，政績卓著。升任慶遠府同知，後因同官牽連，遭到罷免。

## 親屬
侄沈孟堅，雍正八年進士，官至江寧府知府。